# Grace Nono
Grace Nono (n. 6 de mayo de 1965) es una cantante y compositora de música folclórica filipina, conocida por su timbre vocal y por su estilo de interpretar los ritmos autóctonos filipinos. También es una etnomusicóloga, estudiosa del chamanismo filipino y trabajadora cultural. Ella ha lanzado cinco álbumes discográfico durante su carrera artística, se dio a conocer con su primer álbum discográfico titulado Tao Music lanzado en 1993.
Como una de las activistas y defensoras de la música tradicional de su país, su convicción es preservar la cultura tradicional de los pueblos indígenas de Filipinas. En las letras de sus canciones, Nono denuncia las consecuencias como el caso de la colonización documentada en la historia filipina. Como también, dar a conocer sobre la verdadera realidad que viven varias mujeres pobres en su país Filipinas.

## Biografía
Grace Nono nació el 6 de mayo de 1965 en Butuan, Agusan del Norte, región de Caraga, en la isla de Mindanao, al sur de Filipinas, aunque la mayor parte de su vida creció y se crio en  Bunawan, Agusan del Sur. Su madre, Ramona R. Sacote, era profesora de inglés y de matemáticas, escritora y administradora de una escuela originaria de la isla Camiguin. Su padre, Igmedio A. Nono, era originario de Nueva Écija, fue un líder campesino que promovió la reforma agraria, estableció cooperativas y defendió la agricultura orgánica mucho.
Grace estudió en el East Bunawan Central School y un año después en el Agusan National High School en 1976. Después de terminar sus años escolares, se matriculó en una Escuela Superior de Artes Teatrales, que lo terminó en 1981. Luego completó sus estudios superiores con una licenciatura en Humanidades en 1986 y con una maestría en la Universidad de Filipinas en 2004. En 2009, comenzó sus estudios de doctorado como etnomusicología en la Universidad de Nueva York y se graduó en 2014. Grace recibió una capacitación adicional, a través del Consejo Cultural Asiático en Nueva York en 2008.

## Discografía

### Álbumes
- 1993 – Tao Music
- 1995 – Opo
- 1998 – Isang Buhay
- 2002 – Diwa
- 2009 – Dalit